# Cronicarii munteni
Cronicarii munteni
	Temele abordate de cronicarii munteni sunt „împrumutate” de la moldoveni și se regăsesc în scrierile cu caracter istoric din Țara Românească. Sub denumirea generică de cronicari munteni, a rămas în Țara Românească un grup alcătuit din cărturari ce au scris despre istoria familiilor boierești din Țara Românească în a doua jumătate a secolului XVII.
	Stoica Ludescu scrie „Letopisețul cantacuzinesc” în care relatează evenimentele istorice ce implică familia Cantacuzino. Pe lângă informațiile obținute din surse din interiorul familiei, cronicarul își exprimă și opinia despre implicarea istorică a acestora.
	O altă cronică ce apare în Țara Românească este „Cronica Bălenilor”, lucrare anonimă ce apare ca o replică la scrierea despre familia Cantacuzino.
	Ambele cronici debutează cu întemeierea Țării Românești în anul 1290 și se încheie în anul 1688, atunci când rivalitatea celor două familii a luat sfârșit. Suirea pe tron în 1688 a lui Constantin Brâncoveanu aduce o nouă cronică anonimă despre domnia sa până în anul 1717.
	„Istoria Țării Românești” a stolnicului Constantin Cantacuzino este lucrarea cu adevărat științifică detașată de tonul subiectiv al celorlalte scrieri istorice muntenești.
	Cronicile muntenești diferă de cele moldovenești, fiind mai puțin documentate și mai puțin obiective. Caracterul polemic le dă, însă, valoare literară, rezultatul muncii cronicarilor munteni nefiind o scriere istorică amplă despre Țara Românească, ci lucrări diferite pline de ranchiună și de vervă pamfletară.